# Izumi Nakamitsu

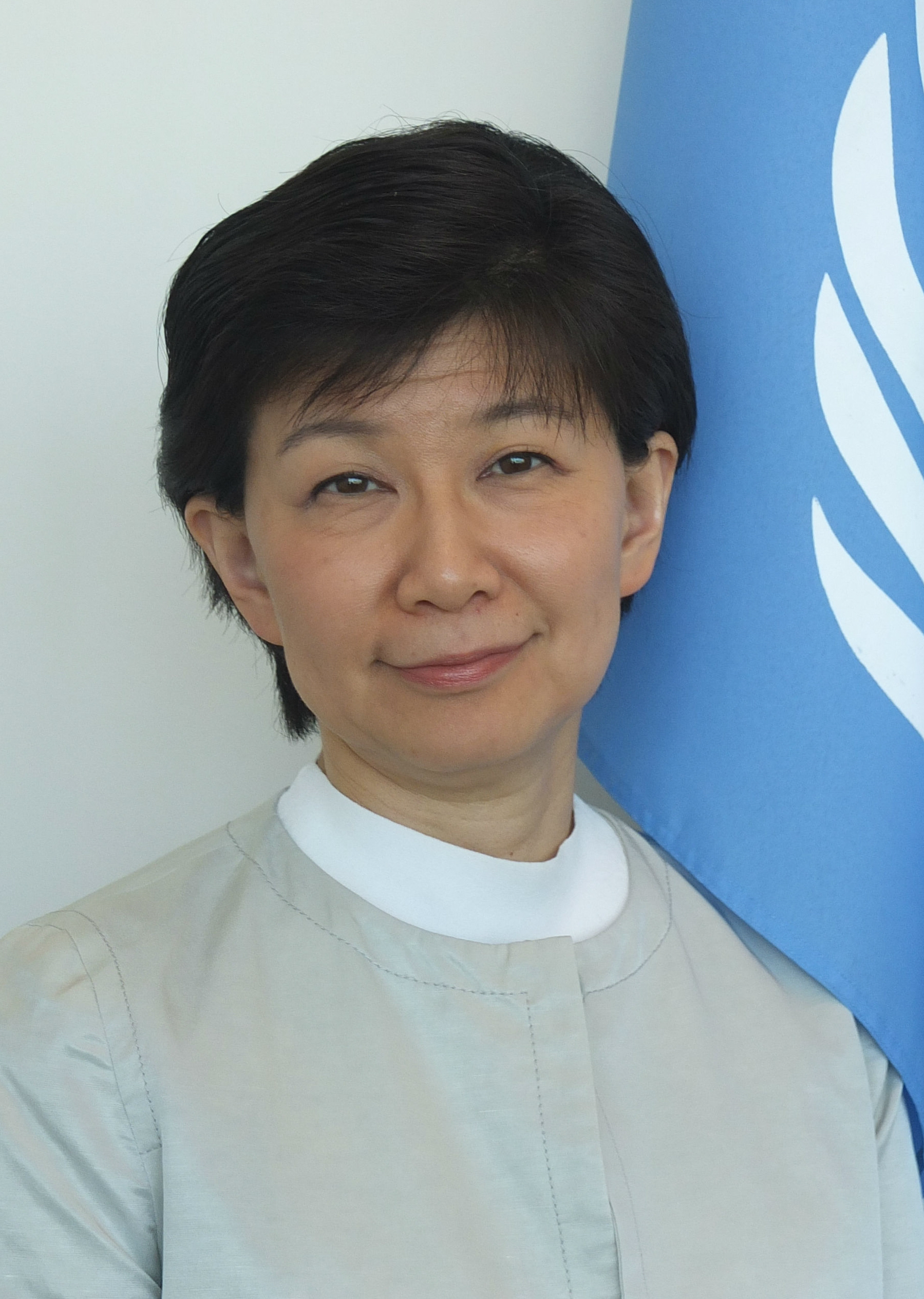
Izumi Nakamitsu (2017)

Izumi Nakamitsu (中満 泉 Nakamitsu Izumi; geboren 1963) ist eine japanische Diplomatin und seit 2017 Leiterin des Büros für Abrüstungsfragen der Vereinten Nationen (UNODA).

## Ausbildung
Izumi Nakamitsu studierte an der Georgetown University in Washington, D.C. und der Waseda University in Tokio. Sie besitzt einen Master für Internationale Beziehungen und einen Bachelor in Rechtswissenschaften.

## Karriere
Nach ihrem Studium arbeitete Nakamitsu bei den Vereinten Nationen, u. a. im UN-Reform-Team des früheren UN-Generalsekretärs Kofi Annan, im Büro des Beigeordneten Hohen Kommissars für operative Politik des UNHCR und bei UNHCR-Operationen im früheren Jugoslawien, der Türkei und dem Nordirak.
Von 1998 bis 2004 war sie Stabschefin und Direktorin für Planung und Koordination beim  International Institute for Democracy and Electoral Assistance (international IDEA) in Stockholm.
Von 2005 bis 2008 lehrte sie Internationale Beziehungen an der Hitotsubashi-Universität in Tokio und war zeitgleich Beraterin des japanischen Außenministeriums und der japanischen Entwicklungshilfebehörde.
2008 kehrte sie zu den Vereinten Nationen zurück und arbeitete bis 2012 als Direktorin in der Hauptabteilung Friedenssicherungseinsätze. UN-Generalsekretär Ban Ki-moon ernannte sie zur Beigeordneten Generalsekretärin. Von 2016 bis 2017 war sie als Nachfolgerin von Karen Koning AbuZayd Spezialberaterin in der Nachbereitung des Weltgipfels zur Bekämpfung großer Flüchtlings- und Migrantenbewegungen.
Am 29. März 2017 wurde sie von UN-Generalsekretär António Guterres zur Unter-Generalsekretärin, Hohen Repräsentantin für Abrüstungsfragen und Leiterin des UN-Büros für Abrüstungsfragen ernannt. Sie folgte dem Koreaner Kim Won-soo in diesen Ämtern.

## Sonstige Aktivitäten
Nakamitsu ist Mitglied im Netzwerk International Gender Champions (IGC), das sich für Geschlechtergerechtigkeit auch in internationalen Organisationen einsetzt.

## Privatleben
Nakamitsu ist verheiratet und Mutter von 2 Töchtern.